# Life (1928)
Life é um filme mudo britânico de 1928, dirigido por Adelqui Migliar e estrelado por Migliar, Marie Ault e Marcel Vibert. Foi baseado na peça de 1895 Juan José, de Joaquín Dicenta. Enquanto o novo estúdio da empresa foi construído em Elstree, o filme foi filmado em locações na Espanha.

## Elenco

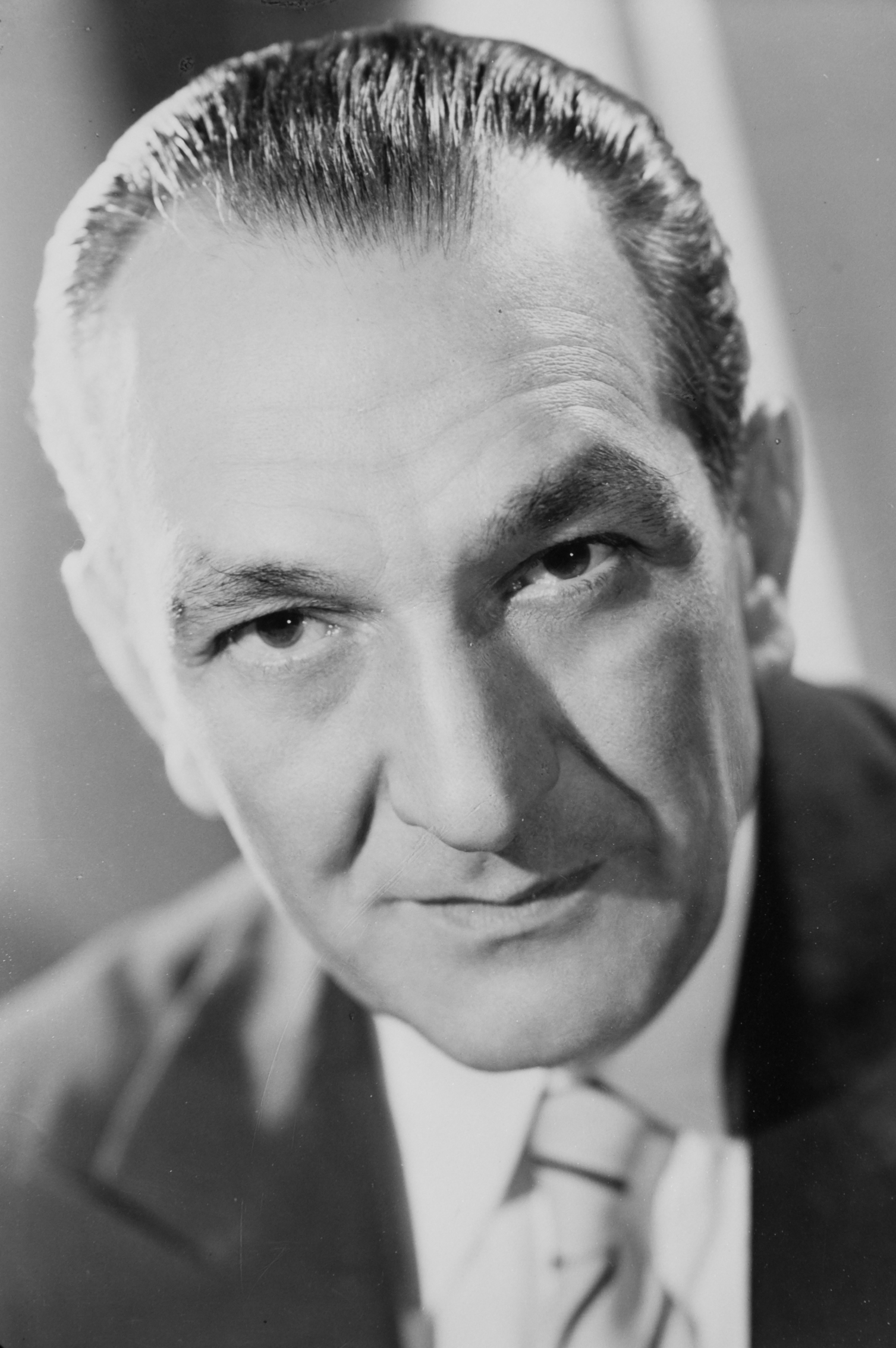
Adelqui Migliar, dirigiu e estrelou o filme

- Adelqui Migliar - Juan José
- Marie Ault - Isidora
- Marcel Vibert - Paco
- Manuela Del Rio - Rosa
- José Lucio - Andrés
- Denise Lorys - Tournela